# Distrofia muscolare congenita di Ullrich
La distrofia muscolare di Ullrich (UCMD, dalla denominazione in inglese Ullrich Congenital Muscolar Dystrophy) è una distrofia muscolare grave caratterizza da debolezza muscolare a insorgenza precoce associata a contratture delle articolazioni prossimali e iperelasticità di quelle distali. È una patologia associata a difetti del collagene VI che si trasmette per modalità autosomica recessiva, benché in alcuni casi si possa dimostrare una modalità di trasmissione del tipo autosomico dominante.
È stata descritta per la prima volta nel 1930 dal pediatra tedesco Otto Ullrich.

## Patogenesi
Le mutazioni recessive caratteristiche della UCMD provocano un accorciamento della porzione terminale (estremità carbossiterminale) delle proteine collageniche COL6A2 e meno frequentemente delle proteine COL6A3 e COL6A1. Tali mutazioni provocano un'aberrazione dell'appaiamento del proto-collagene e conseguente alterata disposizione delle fibrille. Nel caso di trasmissione dominante la mutazione è simile a quelle riscontrate nella sindrome di Bethlem.

## Profilo clinico
La UCMD è caratterizza da debolezza muscolare di entità grave; i soggetti non riescono a camminare o camminano solo per brevi periodo. Alla rigidità della colonna vertebrale può associarsi scoliosi e dislocazione congenita dell'anca. I problemi respiratori portano alla morte nella prima o nella seconda decade di vita. È inoltre possibile riscontrare:
- Tendenza alla formazione di cheloidi
- Ipercheratosi follicolare
- Cute vellutata dei piedi e delle mani

## Profilo diagnostico
Nel periodo neonatale la UCMD entra in diagnosi differenziale con la sindrome di Ehlers-Danlos e la sindrome di Marfan. Per questo, occorre sottoporre il neonato ad un'analisi del cariotipo per individuare i difetti genetici a livello del collagene. A differenza delle forme miopatiche gravi, la UCMD non presenta elevati livelli sierici di creatin-chinasi elemento che, associato all'iperlassità e alla debolezza muscolare, è molto suggestivo per porre diagnosi differenziale.

## Terapia
A causa della progressività delle contratture muscolari si deve intervenire precocemente instaurando una fisioterapia basata su esercizi di stretching. La progressione della scoliosi può essere controllata e talora fermata grazie ad interventi chirurgici correttivi.